# Spermacoce elaiosoma
Spermacoce elaiosoma är en måreväxtart som beskrevs av Harwood. Spermacoce elaiosoma ingår i släktet Spermacoce och familjen måreväxter. Inga underarter finns listade i Catalogue of Life.